# Gail Kubik
Gail Thompson Kubik (ur. 5 września 1914 w South Coffeyville w stanie Oklahoma, zm. 20 lipca 1984 w Claremont w stanie Kalifornia) – amerykański kompozytor.

## Życiorys
W latach 1930–1934 kształcił się w Eastman School of Music w Rochester, gdzie jego nauczycielami byli Samuel Belov (skrzypce), Bernard Rogers (kompozycja) i Allen Irvine McHose (teoria). Od 1935 do 1936 roku uczył się u Leo Sowerby’ego (skrzypce i kompozycja) w konserwatorium w Chicago, a od 1937 do 1938 roku u Waltera Pistona (kompozycja) na Harvard University. Konsultował się też z Nadią Boulanger. Od 1940 do 1942 roku był doradcą rozgłośni radiowej NBC, a od 1942 do 1943 roku dyrektorem muzycznym sekcji filmowej Office of War Information. W latach 1943–1946 zatrudniony był jako kompozytor i dyrygent w United States Air Force Motion Picture Unit. Od 1970 do 1980 roku był wykładowcą i kompozytorem rezydentem Scripps College w Claremont w Kalifornii.
Dwukrotny laureat stypendium Fundacji Pamięci Johna Simona Guggenheima (1944 i 1965). W 1952 roku otrzymał Nagrodę Pulitzera w dziedzinie muzyki za utwór Symphonie concertante.

## Twórczość
Muzyka Kubika cechuje się wyrazistą melodyką i uproszczoną fakturą. W swoich kompozycjach stosował formuły rytmiczne typowe dla neoklasycyzmu i jazzu. Stworzył wiele utworów na potrzeby radia, filmu i telewizji.

## Wybrane kompozycje
(na podstawie materiałów źródłowych)

### Utwory orkiestrowe
- American Caprice na fortepian i orkiestrę (1933)
- 2 koncerty skrzypcowe (I 1934 zrewid. 1936, II 1940 zrewid. 1941)
- Suite (1935)
- Scherzo (1940)
- Music for Dancing (1940–1946)
- Folk Song Suite (1941–1946)
- Bachata (1947)
- Spring Valley Overture (1947)
- 3 symfonie (I 1947–1949, II 1955, III 1956)
- Symphonie concertante na fortepian, altówkę, trąbkę i orkiestrę (1951, zrewid. 1953)
- Thunderbolt Overture (1953)
- Scenario (1957)
- Scenes (1964)
- Prayer and Toccata na organy i orkiestrę kameralną (1968)
- Koncert fortepianowy (1982–1983)

### Utwory kameralne
- 2 Sketches na kwartet smyczkowy (1932)
- Trivialities na flet, róg i kwartet smyczkowy (1934)
- Trio fortepianowe (1934)
- Kwintet dęty (1937)
- Suite na 3 flety proste (1941)
- Sonata skrzypcowa (1941)
- Little Suite na flet i 2 klarnety (1947)
- Soliloquy and Dance na skrzypce i fortepian (1948)
- Divertimento: No. 1 na 13 wykonawców (1959), No. 2 na 8 wykonawców (1959), No. 3 na trio fortepianowe (1970–1971)
- Music for Bells na dzwonki ręczne (1975)

### Utwory fortepianowe
- Celebrations and Epilogue (1938–1950)
- Song and Scherzo na 2 fortepiany (1940, zrewid. 1962)
- Sonatina (1941)
- Sonata (1947)
- Intermezzo: Music for Cleveland (1967)
- Symfonia na 2 fortepiany (1980)

### Utwory wokalne i wokalno-instrumentalne
- In Praise of Johnny Appleseed na bas-baryton, chór i orkiestrę (1938, zrewid. 1961)
- Choral Profiles, Folk Song Sketches na chór (1938)
- Litany and Prayer na chór męski, instrumenty dęte blaszane i perkusję (1943–1945)
- Memphis Belle na recytatora i orkiestrę (1944)
- Fables in Song na mezzosopran, baryton i fortepian (1950–1960)
- A Christmas Set na chór kameralny i orkiestrę kameralną (1968)
- A Record of Our Time na narratora, solistów, chór i orkiestrę (1970)
- Scholastica na chór (1972)
- Magic, Magic, Magic! na alt, chór kameralny i orkiestrę kameralną (1976)

### Opery
- folk opera A Mirror for the Sky (wyst. Eugene 1939)
- opera piccola Boston Baked Beans (1950, wyst. Nowy Jork 1952)

### Ścieżki dźwiękowe do filmów
- Thunderbolt (1943–1945)
- C-Man (1949)
- The Miner’s Daughter (1950)
- Gerald McBoing-Boing (1950); także wersja koncertowa na narratora, 9 instrumentów i perkusję (1950)
- The Desperate Hours (1955)